# Sancia di Castiglia
Sancia di Castiglia (deutsch: Sancha von Kastilien) ist eine Oper (original: „tragedia lirica“) in zwei Akten von Gaetano Donizetti über ein Libretto von Pietro Salatino. Die Uraufführung mit Giuseppina Ronzi de Begnis in der Titelrolle fand am 4. November 1832 im Teatro San Carlo in Neapel statt.

## Inhalt
Es gab in der spanischen Geschichte mehrere Frauen namens Sancha von Kastilien. Einen Sohn namens Garcia hatte Sancha von León.
Die Handlung der Oper scheint jedoch völlig frei erfunden. Ort der Aktion ist der Königspalast von Toledo.

### Erster Akt
Der machthungrige Sarazene Ircano wähnt sich kurz vor seinem Ziel: Noch am selben Tag soll seine Hochzeit mit Sancia, Königin von Kastilien, gefeiert werden, wodurch er den Thron besteigen wird. Ircano macht sich jedoch Sorgen, weil der Leichnam des eigentlichen Thronfolgers Garzia, Sancias Sohn, der in einer Schlacht spurlos verschwunden ist, nie gefunden wurde. Sancias Berater Rodrigo, der aus politischen Gründen gegen die Hochzeit ist, erscheint und es kommt zu einem Streit mit Ircano.
Sancia hat in die Heirat eingewilligt, obwohl sie immer noch trauert über den Tod ihres Mannes und ihres Sohnes Garzia. Rodrigo warnt sie vor Ircano und seinen Machtansprüchen, doch Sancia ist zur Heirat entschlossen. Während der festlichen Zeremonie erscheint zur großen Überraschung Aller Garzia und beansprucht den Thron für sich.

### Zweiter Akt
Der völlig skrupellose Ircano will den Tod Garzias und versucht Sancia mithilfe von Manipulation und Erpressung dazu zu bringen, ihren eigenen Sohn zu vergiften. Diese ist hin- und hergerissen, lässt sich jedoch scheinbar in das Komplott mit hineinziehen. Doch in dem Moment, als sie Garzia den Kelch reichen soll, trinkt sie das Gift kurz entschlossen selber und rettet ihn. Sterbend klagt sie Ircano an, und Garzia wird König von Kastilien.

## Gestaltung

### Musikalische Struktur
- Sinfonia

Erster Akt
- Nr. 1 – Introduzione und Cavatina des Ircano: Prence, taci? Il guardo immobile – Quell’acciar nel pungo d’un forte (Chor, Ircano, Rodrigo)
- Nr. 2 – Chor, Cavatina und Cabaletta der Sancia: Piangendo va l’aurora – Io talor nol più rammento (Chor, Sancia)
- Nr. 3 – Duett Rodrigo, Sancia: Sempre sarebbe odiato
- Nr. 4 – Chor: Oh! nera sorte! (Chor, Rodrigo)
- Nr. 5 – Finale I Che? sì pronta sei (Ircano, Sancia, Chor, Garzia, Rodrigo)

Zweiter Akt
- Nr. 6 – Duett Ircano, Sancia: Il silenzio evitò l’onta
- Nr. 7 – Arie des Garzia: Troppo ormai nel cor mi preme (Garzia, Rodrigo, Chor)
- Nr. 8 – Finale II (mit Rondò finale der Sancia): Ciel! Fera vista! Sei squallida imago! (Sancia, Ircano, Chor, Garzia, Rodrigo, Elvira)

### Musik
Sancia di Castiglia ist die sechste Oper Donizettis über ein spanisches Sujet, aber darunter die erste mit tragischem Ende. Die Oper gehört zur mittleren Schaffensperiode Donizettis und steht stilistisch noch der zwei Jahre älteren Anna Bolena nahe. Sancia di Castiglia entspricht dem Typus der romantischen sogenannten Primadonnenoper (wie Semiramide von Rossini oder Bellinis Norma). Die anspruchsvolle Titelrolle schrieb Donizetti einer seiner bevorzugten Sängerinnen, Giuseppina Ronzi de Begnis, auf den Leib, die hier alle Register der romantischen Belcanto-Gesangskunst ziehen konnte. Ihr Part ist nicht mehr so reich an Koloraturen wie in Rossinis Opern, fordert jedoch eine Sängerin mit großem Umfang, die all die musikalischen Feinheiten und Verzierungen der Partitur ähnlich wie bei Bellini mit Ausdruck zu singen versteht. Entsprechend ist die gesamte Musik für die Figur der Sancia einschließlich allen Duetten und Ensembles, an denen sie beteiligt ist, besonders sorgfältig gearbeitet. Die etwas märchenartige Ausstrahlung des Librettos wird auch durch die zu dieser Zeit noch ganz übliche Besetzung der kleinen Rolle des Garzia mit einem jugendlichen Mezzosopran unterstützt. Auch wenn die Auftrittsarien der beiden männlichen Charaktere Ircano und Rodrigo nicht ganz frei sind von einer gewissen Formelhaftigkeit, ist die Musik der Oper insgesamt von hoher Qualität, lyrischem Schmelz, romantisch verschleierter Tragik und großer Ausdruckskraft. Im Finale des ersten Aktes machte Donizetti einige Anleihen aus seinem Ugo, conte di Parigi.

## Aufführungsgeschichte

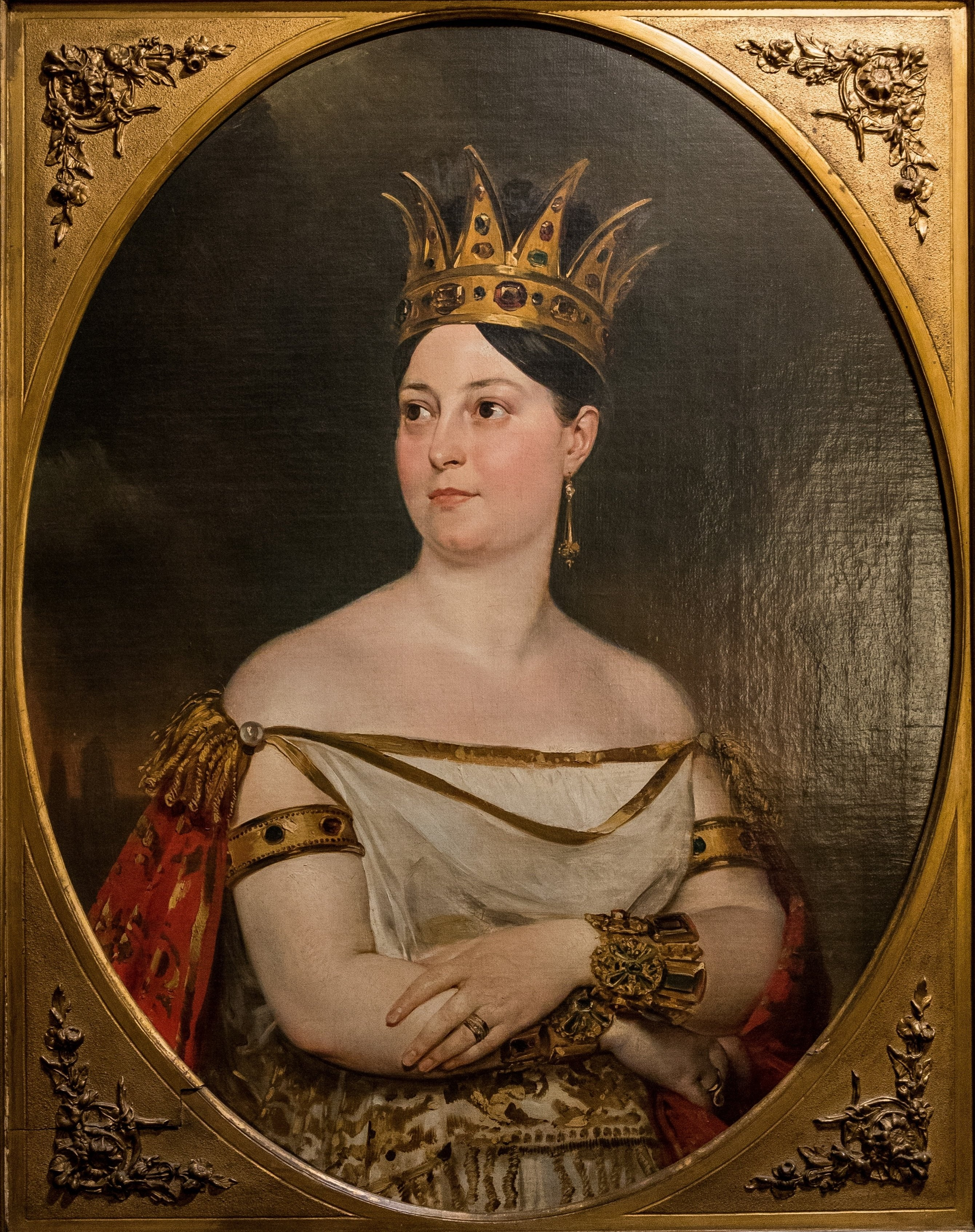
Giuseppina Ronzi de Begnis

Bei der Entstehung dieser Oper war Donizetti in Zeitnot und hatte auch Probleme überhaupt rechtzeitig einen Librettisten zu finden – Felice Romani hatte schon abgesagt, weil ihm die Gage zu niedrig war; daher wandte sich der Komponist an den ziemlich unbekannten Pietro Salatino aus Palermo. Die Quelle für das Libretto ist nicht bekannt, aber Ashbrook wies darauf hin, dass Donizetti die Oper in einem Brief Bianca di Castiglia nannte, und dass es ein Ballett mit diesem Titel gab.
Die Uraufführung fand im Teatro San Carlo in Neapel am 4. November 1832 statt. Neben Giuseppina Ronzi de Begnis als Sancia, sangen der bedeutende Bassist Luigi Lablache (Ircano), der Tenor Giovanni Basadonna (Rodrigo), Edvige Ricci (Elvira) und Diomilla Santolini (Garzia).
Die Premiere der Oper war ein großer Erfolg, und Donizetti schrieb am 6. November fröhlich an seinen Freund Ferretti (im italienischen Original in scherzhaften Reimen): „Meine Sancia di Castiglia wurde wunderschön aufgeführt und es gab soviel Applaus, dass die Sänger, zusammen mit dem Maestro, heraus mussten in die Jubelschreie! Vivat Jesus und Maria, wie es war in Rom“ („La mia Sancia di Castiglia fu eseguita a meraviglia e gli applausi furon tanti, che uscir fuori li cantanti, col maestro in compagnia, fra le grida d’allegria! viva ognor Gesù e Maria, così pure in Roma sia“).
Trotzdem konnte sich die Oper nicht lange auf den Bühnen halten, was einerseits am etwas märchenhaften Libretto, andererseits an der starken Gewichtung der anspruchsvollen Primadonnenrolle gelegen haben mag. Sancia di Castiglia gehört trotz der unbestreitbaren Schönheiten der Partitur heute (Stand 2019) zu den vergessenen Werken Donizettis.
Eine Neuinszenierung gab es 1984 im Teatro Donizetti in Bergamo während des dritten Festivals mit dem Motto „Donizetti e il suo tempo“ mit Antonella Bandelli als Sancia, und in den weiteren Rollen Franco de Grandis (Ircano), Adriana Cicogna (Garzia), Giuseppe Costanzo (Rodrigo) und Doina Palade (Elvira), sowie Chor und Orchestra Sinfonica der RAI unter der Leitung des jungen Roberto Abbado. Von dieser Produktion existiert eine Video-DVD, die 2018 bei Hardy Classic veröffentlicht wurde.
Nachdem die spanische Sopranistin Montserrat Caballé Mitte der 1980er Jahre die Szene „Sola son io“ in ihr Konzertrepertoire aufgenommen hatte, erlebte Sancia di Castiglia 1992 in Madrid eine Aufführung mit Caballé in der Hauptrolle, José Sempere als Rodrigo und Boris Martinovich als Ircano, sowie Itxaro Mentxaca und Rosa Martin. Auch davon existiert ein Live-Mitschnitt. Es handelte sich allerdings um eine gekürzte Fassung, und die musikalische Gesamtwirkung wird dadurch etwas beeinträchtigt, dass die Caballé allein in ihrer Cavatine viele der vorgeschriebenen Verzierungen weglässt.